# Мінська АТЕЦ
Мінська атомна теплоелектроцентраль (рос. Минская АТЭЦ) — недобудована атомна електростанція в Білорусі. Розташована поблизу міста Руденськ Мінської області. Електростанція мала використовуватися для виробництва електроенергії одночасно з централізованим теплопостачанням. Два блоки електростанції повинні були виробляти загальну потужність 1880 МВт електроенергії та відправляти гарячу воду в сусідні міста. Після аварії на Чорнобильській АЕС проект було згорнуто. Проектуванням станції займався Київенергопроект.

## Історія та технічна інформація

### Початки
У 1980-х роках, щоб задовольнити енергетичні потреби Білорусі, одночасно зменшивши вплив систем опалення Мінська на навколишнє середовище, що було основною проблемою в усьому Радянському Союзі, було вирішено побудувати атомну електростанцію в Мінській області. 26 червня 1980 року ЦК КП(б)Б офіційно схвалив будівництво. Міністерство енергетики хотіло, щоб атомна станція була введена в експлуатацію до 1995 року, а будівництво почалося в 1988 році.

### Вибір місця розташування
У 1982 році пошуки місця закінчилися успішно. Інженери, відповідальні за будівництво, створили спеціальний відділ для будівництва Мінської АЕС. Передбачалося будівництво двох ВВЕР-1000/320, спеціально модифікованого варіанту для використання на АТЕЦ. У 1983 році розпочато будівництво нового містечка, де повинні були проживати робітники, а згодом і оператори електростанції. Також розпочато будівництво інфраструктури. Однак місто будувалося в болотистій місцевості, тому спочатку потрібно було підготувати грунт. У цей час почалися перші будівельні роботи на об’єкті.

### Завершення будівництва
Будівництво атомної електростанції не просувалося особливо через аварію на Чорнобильській АЕС в Україні 26 квітня 1986 року. У зв’язку з цим було вирішено призупинити будівництво до особливого розпорядження. Для ліквідації наслідків аварії та будівництва житла для евакуйованих до Чорнобиля були направлені робітники. У зв'язку з аварією на Чорнобильській атомній електростанції ЦК Радянського Союзу і КПРС 1 липня 1987 року прийняли рішення не продовжувати будівництво атомної електростанції в Мінську. У відповідь Міністерство енергетики вирішило побудувати на цьому місці газову електростанцію. Сьогодні ця електростанція використовує вже побудовані будівлі та теплотраси до Мінська.

## Інформація про реактори
| Реактор  | Тип реактора  | Продуктивність | Продуктивність | Початок будівництва                                 | Підключення до мережі                               | Введення в експлуатацію                             | Закриття |
| Реактор  | Тип реактора  | Нетто          | Брутто         | Початок будівництва                                 | Підключення до мережі                               | Введення в експлуатацію                             | Закриття |
| -------- | ------------- | -------------- | -------------- | --------------------------------------------------- | --------------------------------------------------- | --------------------------------------------------- | -------- |
| Мінськ-1 | ВВЕР-1000/320 | 900 МВт        | 940 МВт        | Заплановане будівництво скасовано 1 липня 1987 року | Заплановане будівництво скасовано 1 липня 1987 року | Заплановане будівництво скасовано 1 липня 1987 року |          |
| Мінськ-2 | ВВЕР-1000/320 | 900 МВт        | 940 МВт        | Заплановане будівництво скасовано 1 липня 1987 року | Заплановане будівництво скасовано 1 липня 1987 року | Заплановане будівництво скасовано 1 липня 1987 року |          |